# Bimota DB2
La Bimota DB2 è una motocicletta costruita dalla casa motociclistica italiana Bimota dal 1993 al 1998. 
Il nome, come da nomenclatura standard della casa, sta ad indicare che questo è cronologicamente il secondo modello dotato di propulsore Ducati.

## Storia

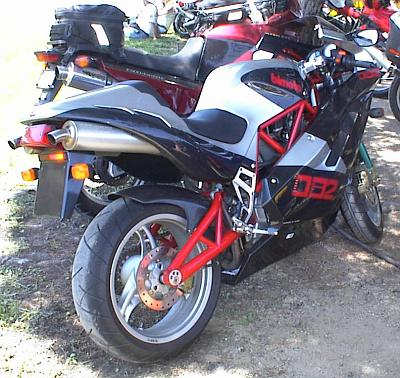
DB2 EF

La DB2 è stata presentata al Salone di Colonia nel 1992. Progettata dall'ingegnere Pier Luigi Marconi come evoluzione della DB1, adotta il motore della Ducati 900 SS da 904 cm³ venendo alimentato da due carburatori Mikuni da 38 mm di diametro.
Il telaio è un traliccio tubolare in acciaio al nichel-cromo-molibdeno. La forcella telescopica dal diametro di 41 mm viene fornita dalla Paioli, mentre il mono ammortizzatore posteriore è della Öhlins. 
La frenata è affidata a un sistema fornito dalla Brembo composto da due dischi flottanti all'anteriore morsi da pinze a quattro pistoncini, mentre al posteriore c'è un disco fisso con una pinza a mono pistoncino. I due terminali di scarico sono posizionati sotto la sella, mentre i parafanghi sono in fibra di carbonio.
La DB2 era disponibile sia in versione con carenatura completa oppure scarenata; il faro anteriore era lo stesso montato sulla Yamaha FZR 900. 
All'EICMA di Milano del 1993 avvenne la presentazione della DB2 SR. La principale differenza rispetto stava nell'adozione dell'iniezione elettronica ed era disponibile solo con carenatura integrale.
Alla fine del 1996 venne introdotta la DB2 EF (Edizione Finale). Rispetto alla DB2 SR, differisce solo nell'estetica.